# Classe Amnok
La classe Amnok è una classe di corvette della Marina militare del popolo coreano, composta da due unità completate tra il 2015 e il 2016.
Le Amnok sono le unità da combattimento di superficie più moderne a essere entrate in servizio con la Marina nordcoreana. Si conoscono pochi dettagli sulle loro caratteristiche, ma si ritiene che siano armate con missili da crociera a lungo raggio, impiegabili anche contro bersagli a terra ed equipaggiabili con testate nucleari.

## Il progetto
Come per la maggior parte dei programmi di armamento della Corea del Nord, si conoscono pochi dettagli certi circa le caratteristiche tecniche delle Amnok, in buona parte desunti dagli analisti in base alle foto disponibili delle unità. Le Amnok sono frutto di un progetto indigeno nordcoreano, probabilmente derivato da quello delle precedenti corvette classe Nampo ma, a differenza di queste, con un più potente armamento missilistico e senza un ponte di volo per ospitare elicotteri; l'equipaggiamento di bordo, in particolare armi e sensori, sembra sia di seconda mano, recuperato da unità nordcoreane dismesse o ceduto dalla Cina. Si ritiene siano state costruite, nei cantieri navali di Namp'o e Rajin-guyok, due unità completate tra il 2015 e il 2016; secondo alcune fonti solo una delle unità sarebbe effettivamente entrata in servizio nel 2017 ed è operativa con la Flotta Orientale della Marina nordcoreana, mentre l'altra (da assegnare alla Flotta Occidentale) risulterebbe ancora in allestimento.

## Caratteristiche
Lo scafo delle Amnok presenta una lunghezza fuori tutto di 77 metri e una larghezza di 8 metri; il dislocamento a pieno carico è stimato ammontare a 1300 o forse 2000 tonnellate. L'architettura delle sovrastrutture presenta vari sforzi per ridurre la segnatura radar delle unità: le sovrastrutture, realizzate senza soluzione di continuità con lo scafo, sono raggruppate in due blocchi intervallati da uno spazio vuoto, con il blocco più a prua che ospita il torrione del ponte di comando sormontato dall'albero dei sensori. Non si conosce praticamente nulla dell'apparato motore e delle sue prestazioni, salvo il fatto che dovrebbe basarsi su due motori diesel.
Il principale elemento di interesse militare relativo alle Amnok è rappresentato dal loro armamento missilistico primario. Nel blocco di sovrastrutture poppiero, subito dietro il torrione del ponte di comando, è presente una struttura angolata la quale ospita, dietro ampi portelloni, due blocchi di quattro lanciatori per missili antinave, orientati rispettivamente verso il lato di dritta e quello di sinistra. I missili imbarcati sono o i KN-19, missili da crociera antinave nordcoreani impiegabili anche contro bersagli a terra, oppure gli Hwasal-2, missili da crociera superficie-superficie nordcoreani per attacchi a obiettivi a terra, prima noti solo in una variante da lancio terrestre, e potenzialmente idonei a essere dotati di una testata nucleare; con un raggio stimato di circa 1240 chilometri, gli Hwasal-2 dotati di testata nucleare possono rappresentare un considerevole pericolo per gruppi di navi da guerra o bersagli terrestri, aumentando la capacità di deterrenza nucleare della Corea del Nord.
Il resto dell'armamento delle Amnok risulta meno pericoloso. Sul ponte principale a prua le unità montano una torretta aperta sul retro (stile quelle delle unità della seconda guerra mondiale) per un cannone di grosso calibro azionato manualmente, con un pezzo da 76 mm o 100 mm per impieghi contro navi o bersagli a terra. La difesa antiaerea e antimissile è ridotta e capace di contrastare solo minacce a distanza ravvicinata e bassa altitudine: sulla sovrastruttura di prua, su una tuga davanti alla torre del ponte di comando, sono presenti due impianti ad azionamento manuale per mitragliere a sei canne da 14,5 mm; sul cielo della sovrastruttura di poppa è presente un lanciatore a sei celle per missili antiaerei a corto raggio FN-6 di origine cinese o Igla di origine sovietica, e una torretta CIWS tipo AK-230 o AK-630 con sei bocche da fuoco a tiro rapido da 30 mm; un secondo impianto CIWS da 30 mm è collocato su ponte principale a poppa. Come armi anti-sommergibili sono imbarcati quattro lanciarazzi a cinque canne simili ai sovietici RBU-1200 per il lancio di cariche di profondità, collocati sul ponte a prua alle spalle della torre del cannone; si ritiene che a centro nave, all'interno delle sovrastrutture e protetti da saracinesche, siano ospitati dei tubi lanciasiluri da 533 mm in funzione di armi antisommergibili, ma questi non sono ancora stati osservati.
L'apparato sensori è piuttosto obsoleto. L'albero ospita un radar principale per la ricerca aerea e di superficie e l'indicazione dei bersagli, identico al radar cinese Type 362 (MR36A) a due dimensioni in banda X, e due radar di navigazione di cui uno è un Furuno in banda S. Sul cielo del ponte di comando vi è un radar di controllo del fuoco per gli impianti CIWS simile al vecchio MR-104 di origine sovietica, con un secondo impianto collocato sopra la sovrastruttura che ospita i missili da crociera; vi sono anche due sistemi di controllo del fuoco ottici per l'artiglieria navale, simili al russo SP-520, di cui uno rivolto verso prua e uno rivolto verso poppa. Non è possibile verificarlo, ma si ritiene che le unità imbarchino un sistema sonar a scafo o apparecchiature simili per il rilevamento dei bersagli sottomarini.